# Agne Skjalfarbonde

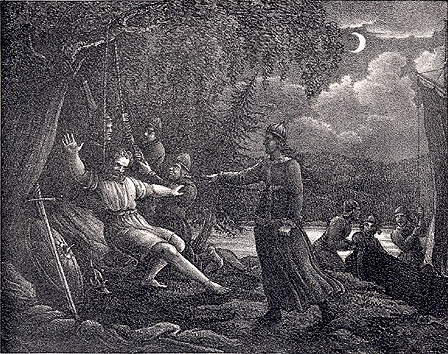
Agnes hängning på Agnefit såsom Hugo Hamilton föreställde sig den 1830.

Agne Skjalfarbonde (eller Skialfarbonde) var enligt Ynglingatal och Ynglingasagan en svensk sagokung, tillhörande Ynglingaätten och son till Dag den vise. 
Snorre berättar att han skall ha varit en stor krigare och en handlingskraftig man. Under ett plundringståg i Finland dödade han en hövding vid namn Froste samt förde dennes son Loge och dotter Skjalv som fångar till Sverige. De skall ha slagit läger vid "Stocksund", och där ville Agne göra Skjalf till sin maka. Skjalf samtyckte härtill, och bad att han skulle ordna gravöl efter hennes far. Han ordnade ett stort sådant, och när han druckit sig ordentligt full bad hon att han skulle se till att det guldsmycke han tagit från hennes far inte skulle komma bort. Han band det därför ordentligt om halsen på sig, och när han somnat fäste hon ett rep i det och lät sina män hissa honom högt upp i ett träd så att han dog. Hon och hennes män seglade sedan bort. Agne efterträddes av sina söner Erik och Alrik.
Enligt Snorre skall Agne ha dödats på östsidan om "Taure", väster om "Stocksund", och platsen skall efter händelsen ha kallats Agnefit. Platserna brukar idag identifieras med Södertörn, Norrström respektive Stadsholmen.
Agne sägs vara höglagd i Agnehögen i området Lillhersby invid Sollentuna station.